# Pi veza
U hemiji, pi veze (π veze) su kovalentne hemijske veze kod kojih se dve strane jedne atomske orbitale preklapaju sa dvema stranama druge atomske orbitale. Svaka od tih atomskih orbitala je jednaka nuli u zajedničkoj čvornoj ravni, koja prolazi kroz dva vezana jezgra. Ta ravan je takođe čvorna ravan za molekulsku orbitalu pi veze.
Grčko slovo π u imenu se odnosi na p orbitale, pošto je orbitalna simetrija pi veze ista kao i p orbitale gledano duž ose veze. p orbitale obično formiraju ovaj tip veze. d orbitale takođe formiraju pi veze, i one su deo osnove metal-metal višestrukog vezivanja.
Pi veze su obično slabije od sigma veza; C-C dvostruka veza ima manju energiju veze od dve C-C jednostruke veze. Iz toga sledi da se p orbitalnim preklapanjem formiraju molekulske orbitale koje su slabije veze od onih formiranih s orbitalnim preklapanjem. Sa kvantno mehaničke perspektive, slabost ove veze se objašnjava znatno manjim preklapanjem komponenti p-orbitala usled njihove paralelne orijentacije. To je u kontrastu sa sigma vezama koje se formiraju direktnim vezivanjem orbitala između dva jezgra, čime se ostvaruje veći stepen preklapanja i formira jača sigma veza.
Pi veze proizilaze is preklapanja atomskih orbitala koje su u kontaktu kroz dve oblasti. Pi-veze su difuznije od sigma veza. Elektroni u pi vezama se ponekad nazivaju pi elektronima. Molekulski fragmenti spojeni pi vezom ne mogu da rotiraju oko te veze bez razlaganja pi veze, pošto rotacija uzrokuje eliminaciju paralelne orijentacije konstitutivnih p orbitala.
Kod homonuklearnih diatomskih molekula, vezujuće π molekulske orbitale imaju samo jednu čvornu ravan koja prolazi kroz vezane atome, i nemaju čvorne ravni između vezanih atoma. Korespondirajuća antivezujuća, ili π* ("pi-zvezda") molekulska orbitala, se definiše prisustvom dodatne čvorne ravni između dva vezana atoma.